# Стоян Шарланджиев
Стоян Петров Шарланджиев е български комунистически деец, агент на съветското военно разузнаване в България с псевдоним Хемус.

## Биография
Стоян Шарланджиев е роден на 15 май 1915 година в беласишкото село Горни Порой, днес в Гърция. Брат е на Тодор и Димитър Шарланджиеви. В 1936 година става член на БКП. Организира производството на взривни материали в село Църква, Пернишко. Агент е на съветското военно разузнаване – ГРУ, заместник-ръководител на групата на Любомир Пентиев. Събира разузнавателни сведения и привлича нови сътрудници.
След Деветосептемврийския преврат, през 1944 – 1949 година е сътрудник на Комитета за държавна сигурност, работи в областта но кинематографията (1949 – 1969), като първи секретар на българското посолство и корреспондент на вестник „Работническо дело“ във Франция (1969 – 1983).
Пенсионира се през 1983 година.
Награден е с орден „Народна република България“, І степен.